# Ferdinand Hoel
Ferdinand Hoel (* 7. Oktober 1890; † 12. Januar 1969) war ein österreichischer Fußballspieler der von 1913 bis 1920 für den SC Rudolfshügel als Stürmer aktiv war.

## Leben
Von der Saison 1913/14 bis zur Saison 1919/20 spielte er für den SC Rudolfshügel in 70 Spielen in der 1. Klasse, der damals höchsten Liga in Österreich. Dabei konnte er 15 Tore erzielen. In der Saison 1916/17 wurde am letzten Spieltag die Meisterschaft verpasst, wobei Hoel bei vierzehn Ligaspiele über die volle Distanz absolvierte und nur zweimal nicht im Kader stand. Auch in der darauffolgenden Saison spielte Rudolfshügel um die Meisterschaft mit und Hoel wieder bei vierzehn von sechzehn Ligaspielen fast über 90 Minuten eingesetzt wurde. Lediglich am 4. Spieltag erhielt er beim 2:2 gegen WAF Brigittenau in der 89. Minute die Rote Karte. Die Saison 1918/19 schloss der Verein als Vizemeister ab. Hoel kam nur am ersten und letzten Spieltag zum Einsatz. Am 28. März 1920 spielte er beim Spiel gegen Wacker Wien ein letztes Mal in der Liga. In der Saison 1925/26 lief er für den Sturm 1907 in der Wiener Stadtliga, der vierthöchsten österreichischen Liga, auf.
Zudem spielte er 4-mal in Freundschaftsspielen für die österreichische Nationalmannschaft gegen Ungarn und schoss in diesen Spielen zwei Tore. Er wurde am Südwestfriedhof (Wien) bestattet. Das Grab ist bereits aufgelassen.